# Козаченко, Леонид Петрович
Леонид Петрович Козаченко (укр. Леонід Петрович Козаченко; род. 14 мая 1955, село Веприк, Фастовский район, Киевская область) — украинский политик, общественный деятель, председатель Совета предпринимателей при Кабинете Министров Украины, председатель Общественного совета Министерства аграрной политики и продовольствия Украины. Бывший вице-премьер-министр Украины, почетный академик Академии оригинальных идей (с 1993), академик Украинской технологической академии (с 1997).
25 декабря 2018 года включён в санкционный список России.

## Образование
- 1977 — окончил Украинскую сельскохозяйственную академию, факультет механизации сельского хозяйства, инженер-механик.
- 1991 — окончил Всесоюзную академию внешней торговли, факультет международных экономических отношений, экономист внешней торговли.

Владеет английским языком.

## Карьера
- 1977–1978 — заведующий центральной мастерской совхоза «Кожанский» сельскохозяйственного комбината Фастовского района.
- 1979–1983 — главный инженер совхоза «Большевик» Фастовского района.
- 1983–1986 — председатель правления колхоза села Пилиповка Фастовского района.
- 1986–1988 — на партийной работе.
- 1988–1991 — слушатель Всесоюзной академии внешней торговли.
- 1991 — начальник управления сельскохозяйственного маркетинга и лицензий Министерства сельского хозяйства Украины.
- Август 1991 — генеральный директор АО «Украгробизнес».
- С января 2001 — директор ООО «Агроленд».

## Общественная деятельность
- Член Совета предпринимателей и работодателей при Президенте Украины (ноябрь 1995 — июль 2000)
- Член, председатель (с июля 2001) Комиссии по вопросам аграрной политики при Президенте Украины (февраль 1999 — ноябрь 2001)
- До июля 2003 — советник Премьер-министра Украины
- С марта 2005 — советник Президента Украины
- Президент Украинской лиги предпринимателей и промышленников АПК (с 1993)
- Член президиума Федерации работодателей и промышленников (с 1996)
- Председатель Государственной чрезвычайной противоэпизоотической комиссии при КМ Украины (с июля 2001)
- Председатель межведомственной координационной комиссии по вопросам поддержки индивидуального жилищного строительства на селе (с июля 2001)
- Советник Киевского городского головы Леонида Черновецкого (на общественных началах)
- Председатель Украинской аграрной конфедерации (с 2002)
- Председатель Совета предпринимателей при Кабинете Министров Украины (с 17 мая 2010)
- Вице-президент Украинского союза промышленников и предпринимателей (УСПП)
- Член наблюдательного совета US-Ukraine Business Council

## Награды
- Заслуженный работник сельского хозяйства Украины — 1998
- Награждён почетной грамотой Верховной Рады Украины
- Награждён орденом князя Ярослава Мудрого V степени
- Офицерский орден от Министерства сельского хозяйства Франции «За заслуги в сельском хозяйстве» — 2013.[2]

## Личная жизнь
Отец — Петр Афонович (1925–1995), мать Надежда Игнатьевна (1922–1996).
Жена Людмила Васильевна — бухгалтер-экономист, дочери: Алла (1980), Анна (1986).
Увлечения: теннис, горные лыжи, планер.